# Józef Wiśniewski (działacz sportowy)
Józef Wiśniewski (ur. 20 lutego 1933 w Świętochłowicach, zm. 8 sierpnia 2017) – polski działacz sportowy, wieloletni prezes WKS Lublinianka, oficer Wojska Polskiego.

## Życiorys
Był synem trenera kadry narodowej gimnastyczek. Samemu w młodości uprawiał piłkę nożną, piłkę ręczną, siatkówkę oraz szermierkę. Był absolwentem Wyższej Szkoły Wychowania Fizycznego we Wrocławiu z 1954, po której z nakazu pracy trafił do wojska. W latach 1963–1992 był etatowym szefem WKS Lublinianka, gdzie został skierowany w stopniu kapitana. W okresie kiedy kierował Lublinianką, ta należała ona do najsilniejszych wielosekcyjnych klubów sportowych w Polsce. Na ten okres przypadło między innymi wprowadzenie drużyny koszykówki do I ligi, sukcesy sztangistów i pływaków, a także współpraca z Kazimierzem Górskim w charakterze trenera piłkarzy Lublinianki. Wiśniewski służbę zakończył w stopniu pułkownika, będąc w momencie przejścia na emeryturę jednym z najdłużej pracujących szefów wojskowego klubu w historii polskiego sportu. Zmarł 8 sierpnia 2017. Pogrzeb odbył się 11 sierpnia na cmentarzu przy Drodze Męczenników Majdanka w Lublinie (kwatera S5Z16/2/7).

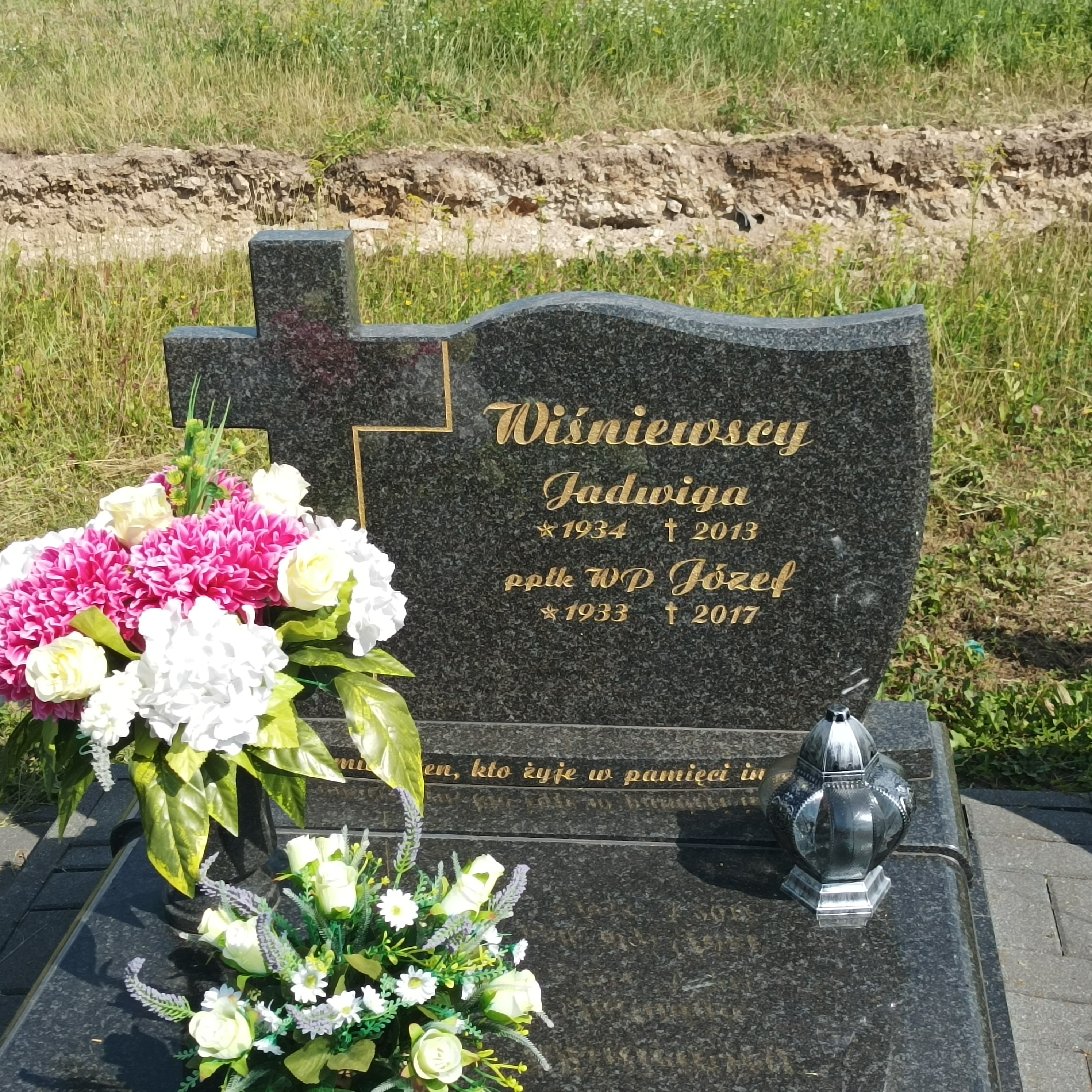
Grób Józefa Wiśniewskiego na cmentarzu komunalnym na Majdanku